# Hexachlamys edulis
Hexachlamys edulis là một loài thực vật có hoa trong Họ Đào kim nương. Loài này được (O.Berg) Kausel & D.Legrand mô tả khoa học đầu tiên năm 1950.